# 東禅寺 (千葉市)
東禅寺（とうぜんじ）は、千葉県千葉市中央区にある曹洞宗の寺院。

## 歴史
創建年代は不明であるが、宗胤寺にあった記録（当寺にあった梵鐘の銘文の写し）によれば、1327年（嘉暦2年）、千葉貞胤の開基という。貞胤は鎌倉幕府末期から南北朝時代にかけての千葉氏の当主である。
当寺の本尊の薬師如来は眼病治癒のご利益があると伝えられる。そのため明治時代まで、毎月11日の縁日には屋台が並び、参拝者が多く訪れたという。

## 交通アクセス
- 本千葉駅より徒歩10分。